# Zielonka (ptak)
Zielonka, kureczka zielonka (Zapornia parva) – gatunek małego, wędrownego ptaka wodnego z rodziny chruścieli (Rallidae). Nie wyróżnia się podgatunków. Nie jest zagrożony wyginięciem.

## Zasięg występowania
Zamieszkuje wyspowo Europę Środkową i Wschodnią, Kaukaz, południowo-wschodnie brzegi Morza Kaspijskiego oraz zachodni Tadżykistan, Kazachstan i północno-zachodnie Chiny. Przeloty w kwietniu–maju i sierpniu–październiku. Zimuje wyspowo w Europie Południowej nad Morzem Śródziemnym, w północnej, środkowej i wschodniej Afryce oraz na Bliskim Wschodzie, Pakistanie i północno-zachodnich Indiach.
W Polsce bardzo nieliczny, lokalnie skrajnie nieliczny ptak lęgowy. Gniazduje na prawie całym niżu, ale wyspowo na rozproszonych stanowiskach. Stosunkowo najliczniejszy jest na północnym wschodzie kraju.

## Charakterystyka
Wygląd zewnętrznyWielkością dorównuje szpakowi. Samiec ma wierzch ciała, w tym ciemię i potylicę oraz kark oliwkowobrązowe z ciemnym i jasnym podłużnym kreskowaniem. Reszta głowy, szyja i spód ciała szare. Pokrywy podogonowe w biało-czarne poprzeczne prążki. Samica ubarwiona podobnie, lecz bledsza, a kolor szary na spodzie zastępuje barwa kremowożółta. Jej podgardle jest białawe. Młode podobne do samicy. Dorosłe ptaki obu płci oraz osobniki młodociane mają zielone nogi oraz długi i spiczasty ogon. Osobniki dorosłe mają czerwone dzioby u nasady, a młode – brązowe, choć pozostała część jest zielona. Zielonka jest wprawdzie słabo przystosowana do chodzenia po pionowych źdźbłach, ale po poziomych i skośnych powierzchniach biega doskonale.
IdentyfikacjaPodobna karliczka (Zapornia pusilla) ma na brzuchu prążki na przemian białe i ciemne. Jej nogi są natomiast matowoczerwone, a dziób bez plamy u nasady, jak u zielonki. Dokładniejszą różnicę wyznacza się po obserwacji lotek. U karliczki promienie zewnętrzne pierwszej lotki dłoniowej są białe, a najdłuższą z nich dzieli od końca ogona ok. 15 mm. Zielonka ma szarą pierwszą lotkę, a odstęp od końca piór ogonowych wynosi 20 mm.
Od kropiatki jest mniejsza i smuklejsza. Barwą upierzenia zielonka przypomina wodnika, ale na wierzchu ciała ma małe białe plamki i czarno-białe prążkowanie pokryw podogonowych.
Rozmiarydługość ciała ok. 17–20 cm, rozpiętość skrzydeł do 34–40 cm
Masa ciała30–70 g
Głos i zachowanieObecność zielonki można głównie usłyszeć. W czasie toków poznać ją można po obniżającej się serii „kwe kwe kwe” samców w nocy. Sygnał ostrzegawczy to „kirruk”.

## Środowisko
Zbiorniki z gęstym pasem trzcin, sitowia i inną roślinnością bagienną na brzegach wód stojących. Preferuje styk niewielkich obszarów wolnego lustra wody z pasem roślin lub zwałowiska trzciny. Najliczniejsza w pasie stepów.

## Pożywienie
Głównie owady oraz inne drobne zwierzęta uzupełniane nasionami. Żerują szukając pokarmu wśród wodnych zarośli, jak również nurkując lub pływając w wodzie.

## Rozród

### Okres godowy

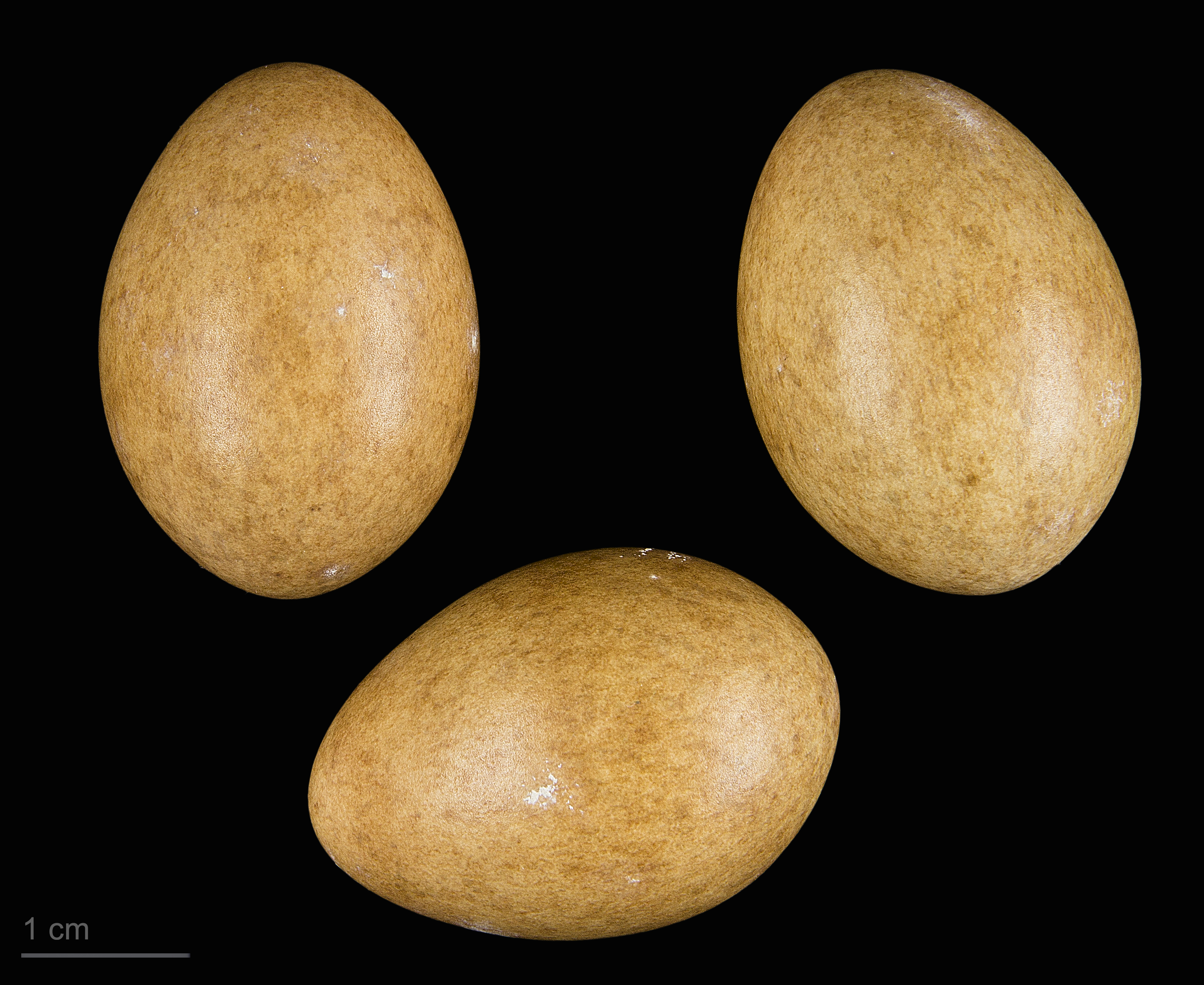
Jaja z kolekcji muzealnej

TokiNa tereny lęgowe przylatuje w kwietniu, przy czym samce i samice wracają jednocześnie. Każda para zajmuje określone miejsce i broni go intensywnie.
GniazdoGniazdo zawieszone między łodygami trzciny, często nawet na wysokości 100–150 cm nad wodą, dobrze schowane w gąszczu roślin. Jest budowane przez oboje partnerów z traw, suchych liści oraz świeżych roślin z okolicy. Kiedy wykończone jest pierwsze gniazdo, samiec buduje drugie w pobliżu, gdzie często siaduje.

### Okres lęgowy
JajaW ciągu roku wyprowadza jeden lub dwa lęgi. W zniesieniu 4 do 9 żółtawych lub szarawych jaj w brunatne lub rude cętki.
WysiadywanieJaja wysiadywane są przez okres 15 do 21 dni przez obydwoje rodziców na przemian.
PisklętaPisklęta opuszczają gniazdo zazwyczaj po 8 dniach, choć w przypadku zagrożenia mogą to uczynić tuż po wykluciu. Po opuszczeniu gniazda wracają na noc do niego, lub do drugiego, zapasowego gniazda, które buduje samiec. Pisklęta mają czarny puch i biały dziób. Do 10. dnia życia młode nie są jeszcze w stanie wyszukiwać pożywienia, więc to rodzice przynoszą im pokarm: owady, pająki, mięczaki i robaki zbierane wśród odrośli zeszłorocznej roślinności. Zdolność latania osiągają w 7. lub 8. tygodniu życia. Wtedy rodzice zajmują się ewentualnym drugim lęgiem. Na południe odlatują pod koniec sierpnia i we wrześniu, gdy trzcinowiska obumierają, opadające źdźbła gniją, a nowe rosną coraz gorzej.

## Status i ochrona
Międzynarodowa Unia Ochrony Przyrody (IUCN) uznaje zielonkę za gatunek najmniejszej troski (LC – Least Concern) nieprzerwanie od 1988 roku. Liczebność światowej populacji, obliczona w oparciu o szacunki organizacji BirdLife International dla Europy z 2015 roku, mieści się w przedziale 100–500 tysięcy dorosłych osobników. Ogólny trend liczebności populacji uznawany jest za stabilny.
W Polsce objęty ścisłą ochroną gatunkową. Liczebność populacji na terenie kraju w latach 2013–2018 szacowano na 1500–2000 tokujących samców. Na Czerwonej liście ptaków Polski zielonka sklasyfikowana została jako gatunek niedostatecznie rozpoznany (DD).